# Peel (Pays-Bas)
Pour les articles homonymes, voir Peel.
Le Peel est une région naturelle de fagnes et d'anciennes tourbières, qui est située à cheval sur les provinces néerlandaises du Brabant-Septentrional et du Limbourg et qui s'étend de Grave au nord à Weert au sud.

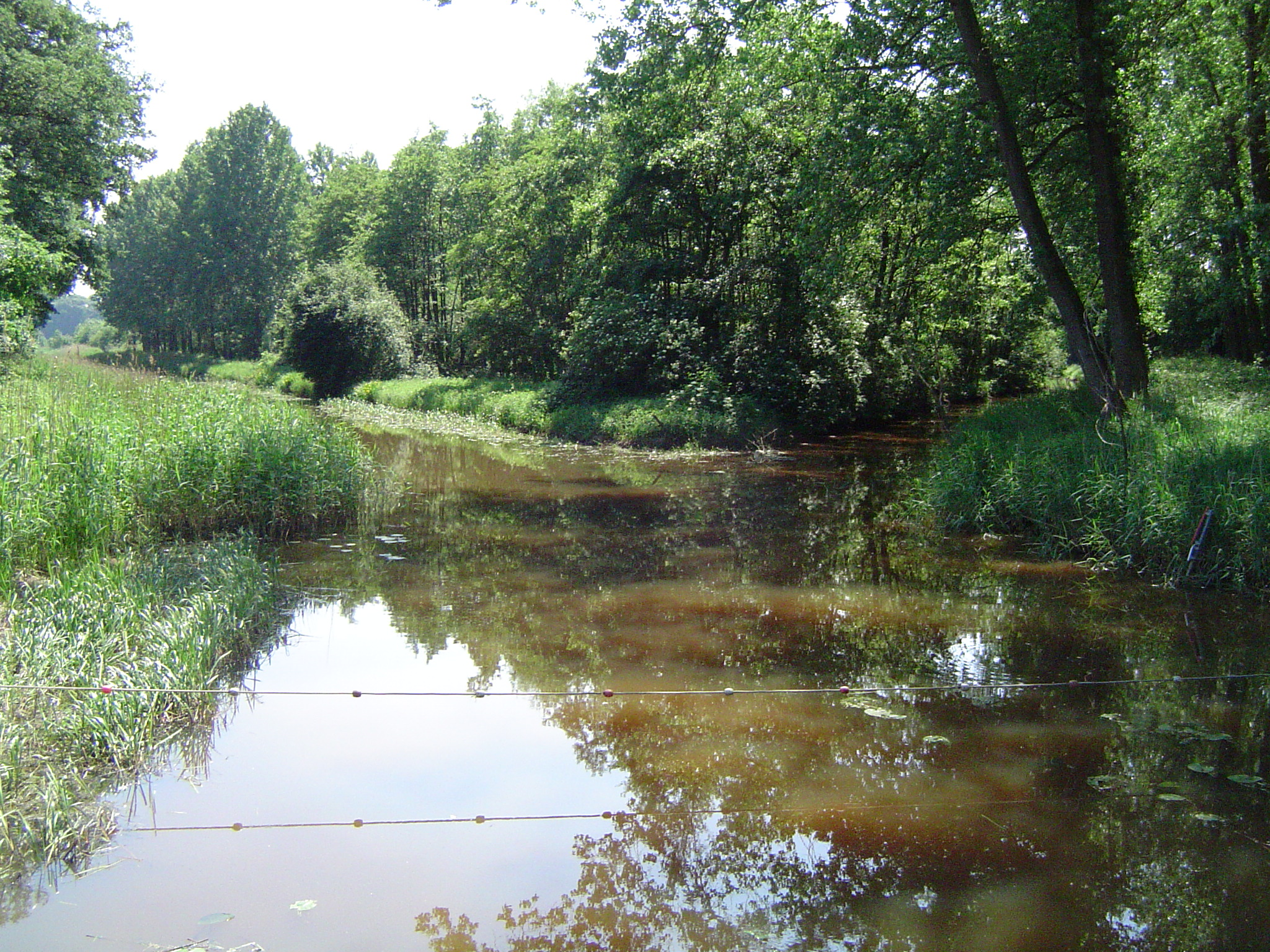
Confluent du Raam et du Canal de Défense anti-char à Gassel-Mill

## Le nom
Le mot Peel vient du latin palus, marais. Les premières mentions du nom de cette région datent des Xe – XIe siècles sous des formes diverses: Pedelo, Pedel, Pedele, Pedelant. Ce dernier mot correspond au nom Peelland, Pays du Peel.

## Paysage historique
Le Peel est une plaine basse, formée par la Meuse, qui au cours des milliers d'années s'est déplacée vers le nord-est jusqu'à buter sur les collines morainiques au nord du Limbourg et à Mook. Le fleuve a laissé des bancs de sables mouvants. La plus grande partie du Peel est formée par le Peelhorst, à l'ouest une partie mineure appartient au Slenk Central du Brabant-Septentrional.
Le sous-sol du Peel est composé de couches imperméables de peu de profondeur. Grâce aux couches imperméables qui retiennent l'eau de pluie, des grandes surfaces de tourbières ont pu se former. C'était le domaine de prédilection de la sphaigne, qui au cours de plusieurs milliers d'années a formé une couche de plusieurs (jusqu'à 5 à 7) mètres de tourbe. Les bancs de sables mouvants d'origine fluviale se trouvent pour la plupart à la lisière du Peel.

## L'homme et la tourbière
Longtemps on a cru que le Peel n'avait pas été habité avant notre ère. Mais dans une époque reculée, la couche de tourbe n'était pas aussi épaisse ; ainsi les géologues ont-ils trouvé des traces de la présence de pêcheurs. Puis, le temps a rendu la tourbière inhabitable.
Une des premières habitations mentionnées dans l'histoire plus récente du Peel est Meijel, jusqu'à 1853 le seul vrai village situé dans le Peel. Il était surnommé l'îlot du Peel et situé sur un banc de sable au milieu des marais. Autrefois, le seul passage pour traverser le Peel était en passant par Meijel sur ce banc de sable. Une voie romaine y passait. Le passage était dangereux et maints voyageurs ont payé le passage de leur vie. Toutefois, le casque romain d'argent doré, accompagné d'une glaive, du cuir et des pièces d'argent, trouvé par un tourbier en 1910 à Helenaveen, et maintenant exposé au Musée d'Histoire antique de Leyde, qu'on a toujours cru appartenir à un officier romain noyé, est plus probablement une offrande votive.
Si le Peel avec ses tourbières et ses brouillards fréquents était une zone dangereuse, elle était aussi lieu d'asile en temps de guerre. Ainsi, pendant la Guerre de Quatre-Vingts Ans des soldats déserteurs de l'armée espagnole y ont trouvé refuge et y ont fait souche. Ainsi, le patronyme Spanjers est très répandu dans le nord-est du Brabant-Septentrional. Pendant la guerre de 1940-1945, de nombreux juifs y ont également trouvé refuge.

## La tourbe et le tourbier
La tourbe en mottes est un excellent combustible naturel, et les petits déchets produits pendant son exploitation sont utilisés pour améliorer la qualité des champs d'argile. Déjà au Moyen Âge les habitants des environs venaient extraire la tourbe en petites quantités pour un usage essentiellement personnel.
La famille Van der Griendt est la première à commercialiser la tourbe dans cette région, en 1853. On creuse des canaux dans les tourbières pour le transport, tel que le Canal de Deurne et le Helenavaart et on installe les tourbiers dans des colonies, de nouveaux villages tels que Griendtsveen et Helenaveen. Au même temps, dans les landes, situées au bord du Peel, la Nederlandse Heidemaatschappij ou Heidemij (Societé Néerlandaise des Landes) commence le défrichement en faveur de l'agriculture.
Antoon Coolen, écrivain de romans régionalistes du Brabant-Septentrional, a décrit dans sa nouvelle Les Travailleurs du Peel (Peelwerkers, 1930) la vie dure et la pauvreté de ces tourbiers. Toon Kortooms est un autre chantre de cette région et ses habitants.

## La Ligne Peel-Raam, 1940-1944

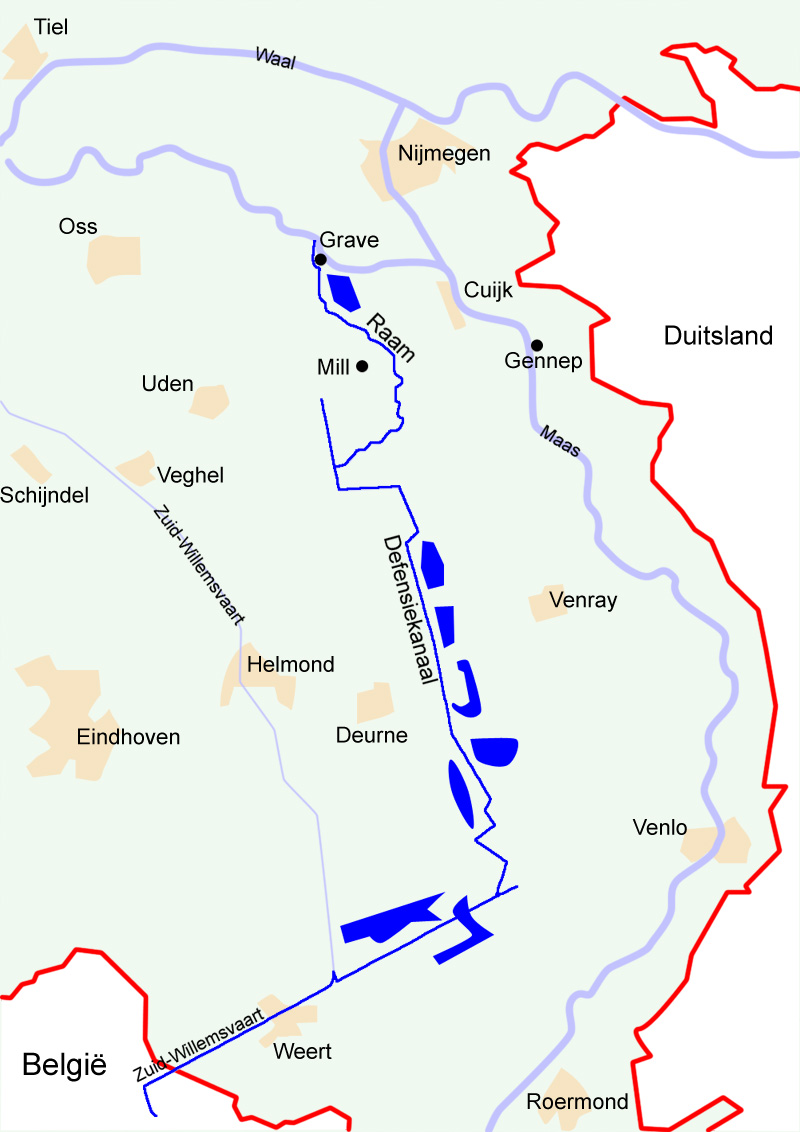
La ligne Peel-Raam, 1939

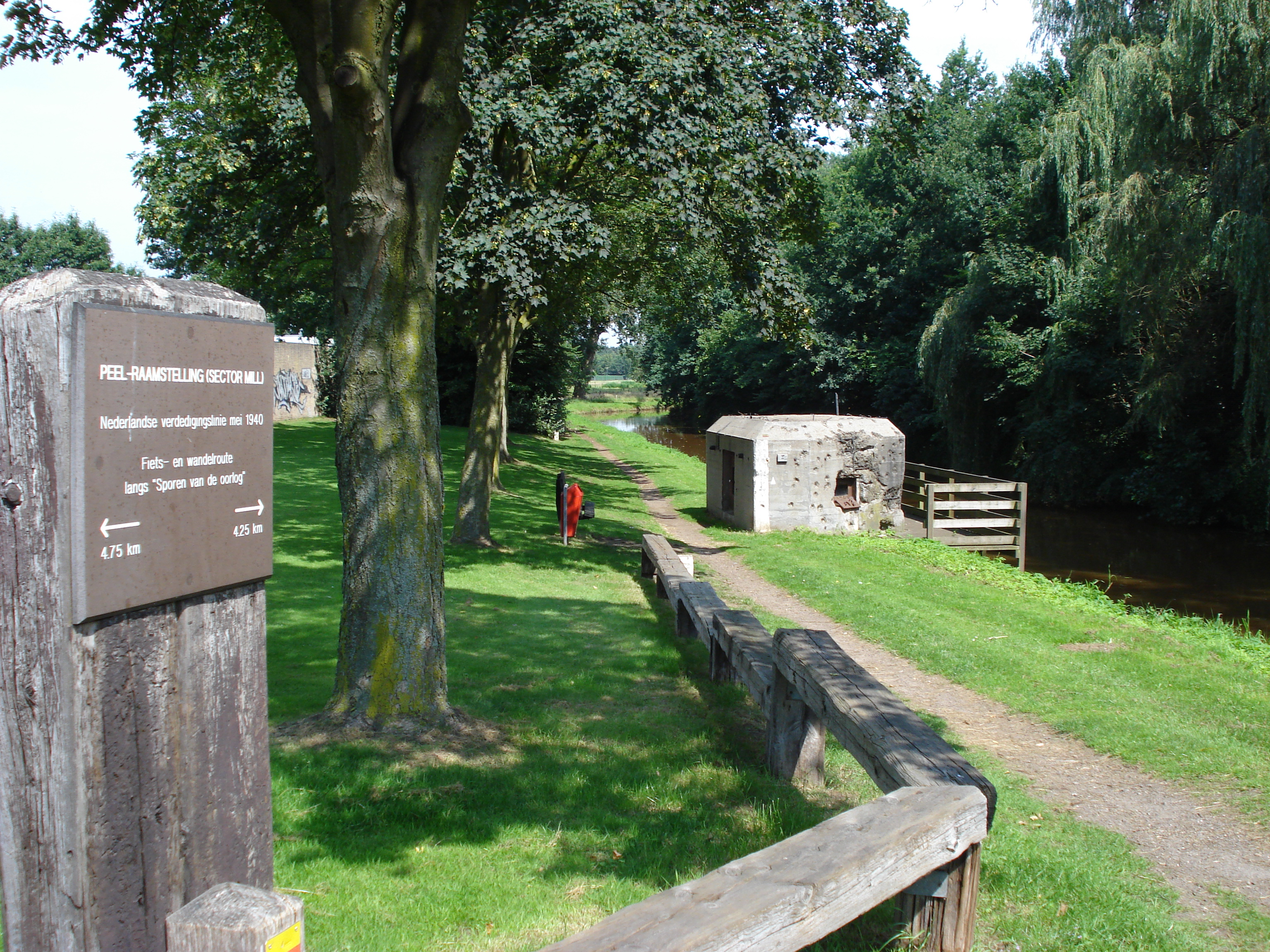
Mill, casemate de la ligne de défense Peel-Raam

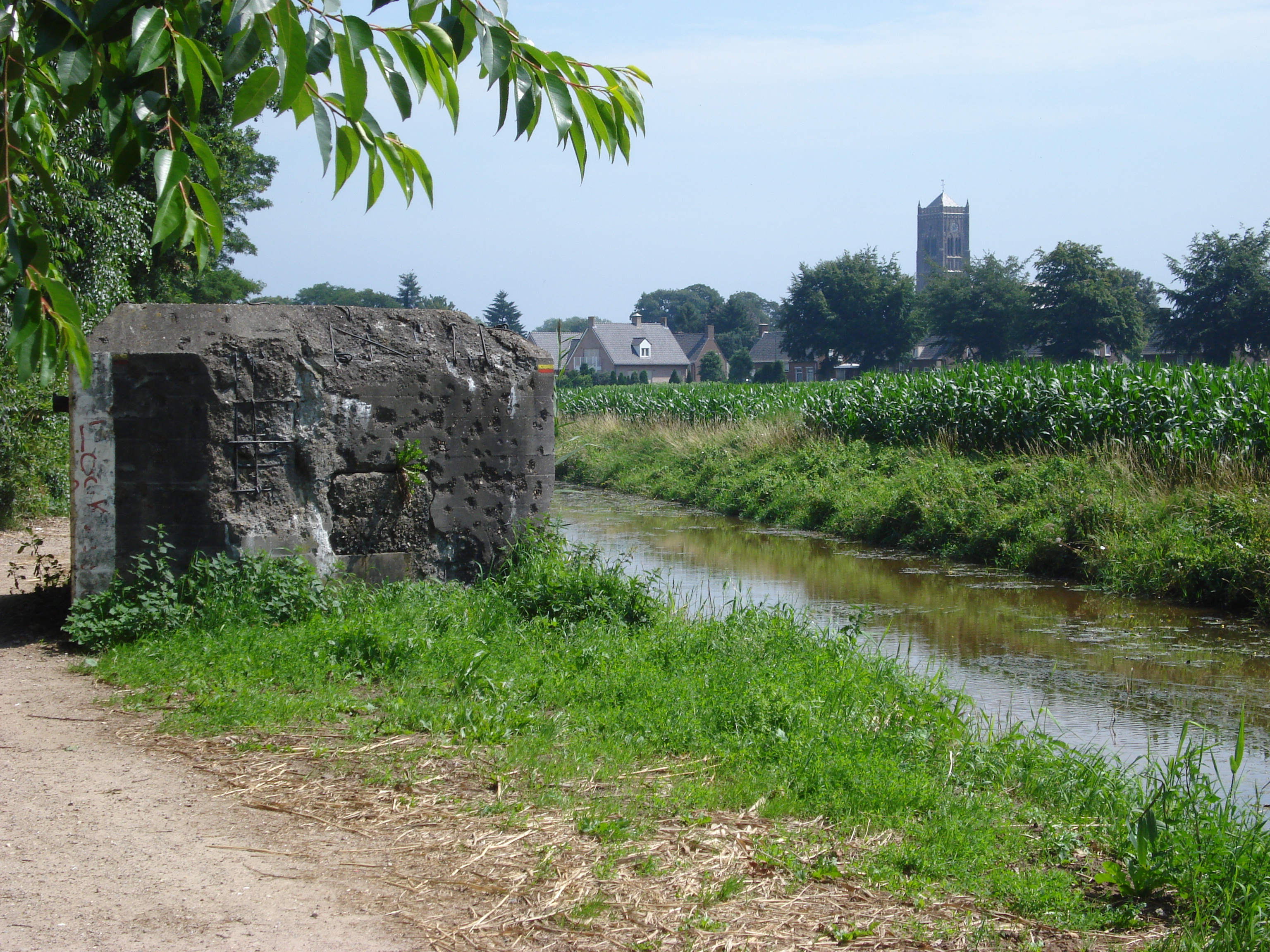
Mill, Canal de Défense avec casemate

La Peel-Raam-Stelling, ligne de défense anti-char, a été construit en 1939. Cette ligne va de Grave à travers le Peel jusqu'au sud. Tout au long du Raam et de quelques canaux, qui font service de fosse anti-char, on érige une chaîne de casemates au bord de l'eau et en seconde ligne. On creuse un nouveau canal de défense pour relier le Raam et les canaux existants au sud du Peel. À ce système de défense, on intègre quelques zones inondables.
Quand le 10 mai 1940 les Allemands envahissent les Pays-Bas, ils trouvent le pont du chemin de fer à Gennep sans défense et c'est ainsi que les luttes s'engagent aux environs de Mill. La ligne de défense a retardé les troupes à souhait, mais déjà le 11 mai 1940, la ligne de défense avait perdu toute sa valeur et on arrête sa défense.
En 1944, après l'échec de l'opération Market Garden, le Peel devient le théâtre de luttes féroces entre les troupes alliées et allemandes. On trouve des cimetières de guerre dans les parages et à Neerkant on a commémoré ces luttes dans les noms de rues: Vuurlinie, (Ligne de feu) ; Tankweg, (Chemin des Chars) ; Kazematweg, (Chemin du Casemate) ; Munitiestraat, (Rue de la Munition)

## Sauvegarde de la nature, Reserves et Parc national
Lors des dernières décennies, on a pris conscience que sous l'action de l'homme une nature unique et irremplaçable était en train de disparaître. On a donné un statut de réserve naturelle protégé à ce qui restait des grandes tourbières. En 1993, deux de ces réserves naturelles, Le Astense Peel et le Groote Peel se sont unies et ont formé le Parc national De Groote Peel. Par hasard, ce Parc national ne se trouve pas sur le Peelhorst, mais sur le slenk central, la région géologique un peu plus bas à l'ouest du Peelhorst. Des restes de tourbières sur le Peelhorst proprement dit sont le Mariapeel et le Deurnese Peel. Dans le nord du Peelhorst, une région de landes et de forêts sablonneuses est regroupée sous le nom de Maashorst à laquelle a été également donné une destination écologique et touristique.
La Maison du Parc national De Groote Peel se trouve à Ospel, dans la commune de Nederweert et à Asten se trouve le Musée De Peel,.